# Ophiocordycipitaceae
Ophiocordycipitaceae é uma família de fungos ascomicetos parasitas da classe Sordariomycetes.

## Géneros
- Blistum
- Didymobotryopsis
- Haptocillium
- Harposporium
- Hirsutella
- Hymenostilbe
- Ophiocordyceps
- Paraisaria
- Polycephalomyces
- Purpureocillium
- Syngliocladium
- Synnematium
- Tolypocladium
- Trichosterigma
- †Paleoophiocordyceps[1]